# Ascetospora
Ascetospora (do grego asketos, curiosamente decorado + sporos, semente) são um pequeno grupo de parasitas, principalmente invertebrados marinhos e de alguns poucos vertebrados, que não possuem flagelos e que produzem complexos esporos uni ou multicelulares que não possuem filamentos eversíveis e enrolados. Se desenvolve em um plasmódio extracelular.